# Naser Aliji
Naser Ismail Aliji (Kumanovo, 27 december 1993) is een Zwitsers-Macedonisch-Albanees voetballer die bij voorkeur als linksback speelt.

## Clubcarrière
Op vierjarige leeftijd trok Aliji samen met zijn moeder naar Bazel, waar zijn vader reeds enkele jaren werk had. In 2008 startte hij zijn voetbalcarrière bij FC Basel. Op 20 juni 2013 tekende hij zijn eerste professionele contract en mocht hij zich aansluiten bij het eerste elftal. Hij debuteerde voor FC Basel in de Zwitserse voetbalbeker als invaller in de derby tegen BSC Old Boys Basel. Op 6 februari 2014 kreeg hij zijn eerste plaats in het basiselftal in de bekerwedstrijd tegen FC Le Mont. Zijn competitiedebuut maakte Aliji op 16 maart 2014 in de met 5–0 gewonnen thuiswedstrijd tegen FC Aarau. In het seizoen 2013/14, waarin Basel de landstitel veroverde, speelde Aliji negen wedstrijden – allemaal in de laatste twee maanden van het seizoen – waarvan zeven met een plaats in het basiselftal. Op 20 maart 2014 speelde hij zijn eerste wedstrijd op internationaal clubniveau in de UEFA Europa League: als invaller viel hij in voor David Degen in de returnwedstrijd tegen Red Bull Salzburg in de achtste finale, die over twee duels met 1–2 werd gewonnen. Twee weken later speelde Aliji de volledige kwartfinale tegen Valencia CF, die met 3–0 werd gewonnen. Aliji maakte op 19 juli 2014 zijn eerste doelpunt in het betaald voetbal door in de eerste speelronde van het nieuwe seizoen het winnende doelpunt tegen Aarau te maken (1–2 winst). In de rest van het kalenderjaar 2014 kwam hij verder nauwelijks meer in actie bij FC Basel, zowel in de competitie als in de Champions League. Op 6 december speelde hij zijn laatste wedstrijd voor Basel tegen FC Luzern (0–3 zege). De club leende hem in januari 2015 uit aan FC Vaduz om daar speelervaring op te doen. Bij de Liechtensteinse club, die net als Basel in het seizoen 2014/15 speelde in de hoogste Zwitserse competitie, was hij een basisspeler en kwam hij in de rest van het seizoen tot 17 optredens in de competitie. Op 13 mei 2015 won Aliji met Vaduz de Liechtensteinse voetbalbeker door FC Triesenberg met 5–0 te verslaan. Tijdens het seizoen 2015/2016 werd Aliji teruggeroepen naar FC Basel waarvoor hij dit seizoen 15 keer zou uitkomen en zijn derde titel met FC Basel kon optekenen. Op 1 juli 2016 tekende Aliji een contract voor drie seizoenen bij 1. FC Kaiserslautern. Na 1 seizoen verhuisde hij echter al naar Virtus Entella in de Italiaanse Serie B. Nadat hij medio 2018 voor enkele maanden wegens persoonlijke omstandigheden terugkeerde naar zijn geboorteland, ging hij in november 2018 spelen voor het Roemeense Dinamo Boekarest.

## Clubstatistieken
| 2013/14                     | FC Basel             | Super League     | 9  | 0 | 3 | 0 | 3 | 0 | 15  | 0 |
| 2014/15                     | FC Basel             | Super League     | 5  | 1 | 2 | 0 | 1 | 0 | 8   | 1 |
| 2014/15                     | FC Vaduz             | Challenge League | 17 | 0 | 0 | 0 | — | — | 17  | 0 |
| 2015/16                     | FC Vaduz             | Challenge League | 7  | 0 | 0 | 0 | 5 | 1 | 12  | 1 |
| 2015/16                     | FC Basel             | Super League     | 15 | 0 | 2 | 0 | 0 | 0 | 17  | 0 |
| 2016/17                     | 1. FC Kaiserslautern | 2. Bundesliga    | 20 | 0 | 1 | 0 | — | — | 21  | 0 |
| 2017/18                     | Virtus Entella       | Serie B          | 17 | 0 | 0 | 0 | — | — | 17  | 0 |
| Carrière totaal             | Carrière totaal      | Carrière totaal  | 90 | 1 | 8 | 0 | 9 | 1 | 107 | 2 |
| Bijgewerkt tot 28 juni 2018 |                      |                  |    |   |   |   |   |   |     |   |

## Interlandcarrière
Aliji had de keuze om voor Macedonië of Zwitserland uitkomen. Hij speelde wedstrijden voor Zwitserland –18, Zwitserland –20 en kwam in 2014 tweemaal in actie in het Zwitsers voetbalelftal onder 21. Desondanks diende Aliji in 2014 een verzoek in voor het verkrijgen van een Albanees paspoort, dat hij in maart 2015 kreeg. Op 13 juni 2015 maakte hij zijn debuut in het Albanees voetbalelftal in een vriendschappelijke interland tegen Frankrijk (1–0 winst). In juni 2016 nam Aliji met Albanië deel aan het Europees kampioenschap voetbal 2016 in Frankrijk, het eerste interlandtoernooi waarvoor het land zich plaatste. Albanië werd in de groepsfase uitgeschakeld na een overwinning op Roemenië (1–0) en nederlagen tegen Zwitserland (0–1) en Frankrijk (0–2). Aliji kwam niet in actie. Aliji maakte ook onderdeel uit van de definitieve selectie van Albanië op het EK 2024.
| Interlands van Naser Aliji voor Albanië | Interlands van Naser Aliji voor Albanië | Interlands van Naser Aliji voor Albanië | Interlands van Naser Aliji voor Albanië | Interlands van Naser Aliji voor Albanië | Interlands van Naser Aliji voor Albanië | Interlands van Naser Aliji voor Albanië |
| №                                       | Datum                                   | Wedstrijd                               | Uitslag                                 | Soort wedstrijd                         | Doelpunten                              |                                         |
| Als speler van FC Vaduz                 | Als speler van FC Vaduz                 | Als speler van FC Vaduz                 | Als speler van FC Vaduz                 | Als speler van FC Vaduz                 | Als speler van FC Vaduz                 |                                         |
| --------------------------------------- | --------------------------------------- | --------------------------------------- | --------------------------------------- | --------------------------------------- | --------------------------------------- | --------------------------------------- |
| 1                                       | 13 juni 2015                            | Albanië – Frankrijk                     | 1 – 0                                   | Vriendschappelijk                       |                                         |                                         |
| Als speler van FC Basel                 |                                         |                                         |                                         |                                         |                                         |                                         |
| 2                                       | 11 oktober 2015                         | Armenië – Albanië                       | 0 – 3                                   | EK 2016 kwalificatie                    |                                         |                                         |
| 3                                       | 13 november 2015                        | Kosovo – Albanië                        | 2 – 2                                   | Vriendschappelijk                       |                                         |                                         |
| 4                                       | 29 maart 2016                           | Luxemburg – Albanië                     | 0 – 2                                   | Vriendschappelijk                       |                                         |                                         |
| 5                                       | 29 mei 2016                             | Albanië – Qatar                         | 3 – 1                                   | Vriendschappelijk                       |                                         |                                         |
| Als speler van 1. FC Kaiserslautern     |                                         |                                         |                                         |                                         |                                         |                                         |
| 6                                       | 6 oktober 2016                          | Liechtenstein – Albanië                 | 0 – 2                                   | WK 2018 kwalificatie                    |                                         |                                         |
| 7                                       | 9 oktober 2016                          | Albanië – Spanje                        | 0 – 2                                   | WK 2018 kwalificatie                    |                                         |                                         |
| 8                                       | 28 maart 2017                           | Albanië – Bosnië en Herzegovina         | 1 – 2                                   | Vriendschappelijk                       |                                         |                                         |
| 9                                       | 4 juni 2017                             | Luxemburg – Albanië                     | 2 – 1                                   | Vriendschappelijk                       |                                         |                                         |
| 10                                      | 11 juni 2017                            | Israël – Albanië                        | 0 – 3                                   | WK 2018 kwalificatie                    |                                         |                                         |
| Zonder club                             |                                         |                                         |                                         |                                         |                                         |                                         |
| 11                                      | 13 november 2017                        | Turkije – Albanië                       | 2 – 3                                   | Vriendschappelijk                       |                                         |                                         |
| Als speler van Virtus Entella           |                                         |                                         |                                         |                                         |                                         |                                         |
| 12                                      | 26 maart 2018                           | Albanië – Noorwegen                     | 0 – 1                                   | Vriendschappelijk                       |                                         |                                         |

Bijgewerkt op 28 juni 2018.

## Erelijst
| Competitie                   |          |                           |          |          |
| Competitie                   | Aantal   | Jaren                     |          |          |
| FC Basel                     | FC Basel | FC Basel                  | FC Basel | FC Basel |
| ---------------------------- | -------- | ------------------------- | -------- | -------- |
| Super League                 | 3        | 2013/14, 2014/15, 2015/16 |          |          |
| FC Vaduz                     |          |                           |          |          |
| Liechtensteinse voetbalbeker | 1        | 2014/15                   |          |          |